# 水调歌头
水调歌头，又称花犯念奴、元會曲，词牌名。此调是截取《水调歌》大曲开头一章的创新之作。
雙調九十五字，前段九句四平韻，後段十句四平韻。

## 词牌格式
註：
平表示平聲，
仄表示仄聲，
仄/“中”表示本仄可平，
平表示本平可仄，粗體表示韻腳。
中中中中仄，中仄仄平平。中平平仄，中中平仄仄平平。中仄中平中仄，中仄中平中仄，中仄仄平平。中中中平仄，中仄仄平平。

中中中，中中仄，仄中平。中平中仄，中仄中仄仄平平。中仄中平中仄，中仄中平中仄，中仄仄平平。中仄中平仄，中仄仄平平。

### 變體
仄仄平平仄，仄仄仄平平。平平仄仄平仄，仄仄仄平平（上六下五或上四下七）。仄仄平平仄仄，仄仄平平仄仄，仄仄仄平平。仄仄平平仄，仄仄仄平平。
仄平仄，平仄仄，仄平平。平平仄仄，平仄仄仄仄平平（上六下五或上四下七，又或作仄仄平平仄仄，仄仄仄平平）。仄仄平平仄仄，仄仄平平仄仄，仄仄仄平平。仄仄平平仄，仄仄仄平平。

## 例詞
毛滂：
|  | 九金增宋重，八玉變秦餘。千年清浸，洗淨河洛出圖書。一段昇平光景，不但五星循軌，萬點共連珠。垂衣本神聖，補袞妙工夫。 朝元去，鍶環佩，冷雲衢。芝房雅奏，儀鳳矯首聽笙竽。天近黃麾仗曉，春早紅鸞扇暖，遲日上金舖。萬歲南山色，不老對唐虞。 |

蘇軾：
|  | 丙辰中秋，歡飲達旦，大醉，作此篇，兼懷子由。 明月幾時有？把酒問青天。不知天上宮闕，今夕是何年。我欲乘風歸去，又恐瓊樓玉宇，高處不勝寒。起舞弄清影，何似在人間！ 轉朱閣，低綺戶，照無眠。不應有恨，何事長向別時圓。人有悲歡離合，月有陰晴圓缺，此事古難全。但願人長久，千里共嬋娟。 |

張元幹：
|  | 戎虜亂中夏，星歷一周天。干戈未定，悲吒河洛尚腥膻。萬裏兩宮無路。政仰君王神武。願數中興年。吾道尊洙泗，何暇議伊川。 呂公子，三世相，在淩煙。詩名獨步，焉用兒輩更毛箋。好去承明讜論。照映金狨帶穩。恩與荔枝偏。回首東山路，池閣醉雙蓮。 |

米芾：
|  | 砧声送风急，蟋蟀思高秋。我来对景，不学宋玉解悲愁。收拾凄凉兴况，分付尊中醽醁，倍觉不胜幽。自有多情处，明月挂南楼。 怅襟怀，横玉笛，韵悠悠。清时良夜，借我此地倒金瓯。可爱一天风物，遍倚栏干十二，宇宙若萍浮。醉困不知醒，欹枕卧江流。 |

黄庭坚：
|  | 瑶草一何碧，春入武陵溪。溪上桃花无数，花上有黄鹂，我欲穿花寻路，直入白云深处，浩气展虹霓。只恐花深里，红露湿人衣。 坐玉石，欹玉枕，拂金徽。谪仙何处，天人伴我白螺杯。我为灵芝仙草，不为朱唇丹脸，长啸亦何为！醉舞下山去，明月逐人归。 |

辛弃疾：
|  | 汤朝美司谏见和，用韵为谢。 白日射金阙，虎豹九关开。见君谏疏频上，谈笑挽天回。千古忠肝义胆，万里蛮烟瘴雨，往事莫惊猜。政恐不免耳，消息日边来。 笑吾庐，门掩草，径封苔。未应两手无用，要把蟹螯杯。说剑论诗余事，醉舞狂歌欲倒，老子颇堪哀。白发宁有种？一一醒时栽！ |

辛弃疾：
|  | 壬子三山被召，陈端仁给事饮饯席上作。 长恨复长恨，裁作短歌行。何人为我楚舞，听我楚狂声？余既滋兰九畹，又树蕙之百亩，秋菊更餐英。门外沧浪水，可以濯吾缨。 一杯酒，问何似，身后名？人间万事，毫发常重泰山轻。悲莫悲生离别，乐莫乐新相识，儿女古今情。富贵非吾事，归与白鸥盟。 |

汪宗臣：
|  | 候应黄锺动，吹出百葭灰。五云重压头上，潜蛰地中雷。莫道希声妙寂，嶰竹雄鸣合凤，九寸律初裁。欲识天心处，请问学颜回。 冷中温，穷时达，信然哉。彩云山外如画，送上笔尖来。一气先通关窍，万物旋生头角，谁合又谁开。官路春光早，箫落数枝梅。 |

陈亮：
|  | 不见南师久，漫说北群空。当场隻手，毕竟还我万夫雄。自笑堂堂汉使，得似洋洋河水，依旧只流东？且复穹庐拜，会向藁街逢！ 尧之都，舜之壤，禹之封。于中应有，一个半个耻臣戎！万里腥膻如许，千古英灵安在，磅礴几时通？胡运何须问，赫日自当中！ |

张孝祥：
|  | 江山自雄丽，风露与高寒。寄声月姊，借我玉鉴此中看。幽壑鱼龙悲啸，倒影星辰摇动，海气夜漫漫。涌起白银阙，危驻紫金山。 表独立，飞霞佩，切云冠。漱冰濯雪，眇视万里一毫端。回首三山何处，闻道群仙笑我，要我欲俱还。挥手从此去，翳凤更骖鸾。 |

毛泽东《水调歌头·游泳》（1956年6月）：
|  | 才饮长沙水，又食武昌鱼。万里长江横渡，极目楚天舒。不管风吹浪打，胜似闲庭信步，今日得宽馀。子在川上曰：逝者如斯夫！ 风樯动，龟蛇静，起宏图。一桥飞架南北，天堑变通途。更立西江石壁，截断巫山云雨，高峡出平湖。神女应无恙，当惊世界殊。 |

毛泽东《水调歌头·重上井冈山》（1965年5月）：
|  | 久有凌云志，重上井冈山。千里来寻故地，旧貌变新颜。到处莺歌燕舞，更有潺潺流水，高路入云端。过了黄洋界，险处不须看。 风雷动，旌旗奋，是人寰。三十八年过去，弹指一挥间。可上九天揽月，可下五洋捉鳖，谈笑凯歌还。世上无难事，只要肯登攀。 |

郭沫若《水调歌头·粉碎四人帮》：
|  | 大快人心事，揪出四人帮。政治流氓文痞，狗头军师张。还有精生白骨，自比则天武后，铁帚扫而光。篡党夺权者，一枕梦黄梁。 野心大，阴谋毒，诡计狂。真是罪该万死，迫害红太阳。接班人是俊杰，遗志继承果断，功绩何辉煌。拥护华主席，拥护党中央！ |